# Военная академия Императорской армии Японии
Военная академия Императорской армии Японии (яп. 陸軍士官学校 Рикугун сикан гакко:, букв. «Армейская военная академия») — главное высшее учебное заведение по подготовке офицеров Императорской армии Японии. Под различными названиями существовала с 1868 по 1945 год.
В академию принимали главным образом выпускников кадетских корпусов (яп. 陸軍幼年学校 Рикугун ё:нэн гакко:), но также принимали солдат, сержантов и выпускников общеобразовательных средних школ. Программа обучения состояла из двух частей. Первая часть длилась два года, после чего курсанты академии должны были прослужить в войсках восемь месяцев. Вторая часть обучения длилась 20 месяцев. Выпускники академии носили знаки различия старшего сержанта и получали звание лейтенанта только после четырёх месяцев успешной службы.
Начиная с 1937 года, первая половина обучения проходила в Асаке в префектуре Сайтама. Вторая часть обучения курсантов армейского потока проходила в Дзаме в префектуре Канагава, а курсантов военно-воздушного потока в Токио.
После капитуляции Японии в 1945 году, Военная академия была распущена вместе с остальной Императорской армией. На территории кампуса академии в Дзаме ныне расположена американская военная база.